# Cailleville
Cailleville är en kommun i departementet Seine-Maritime i regionen Normandie i norra Frankrike. Kommunen ligger i kantonen Saint-Valery-en-Caux som tillhör arrondissementet Dieppe. År 2022 hade Cailleville 247 invånare.

## Befolkningsutveckling
Antalet invånare i kommunen Cailleville
| Referens: INSEE |